# Logor smrti
Logor smrti, vrsta sabirnog logora namijena masovnom smaknuću zatočenika.
Prvi logori smrti nastali su u Južnoj Africi u vrijeme Burskih ratova. Radi onemogućavanja burskih civila i logističke potpore gerilcima, britanski osvajači na čelu s načelnikom stožera gen. Horatiom Kitchenerom sprovodili su taktiku spaljene zemlje i odvođenja civila u sabirne logore, prve u novom vijeku. Osnivanje nije bilo na zasadama kao po onim najpoznatijim logorima smrti iz nacističkog Trećeg Reicha. No, glad, bolesti i visoka smrtnost nedužnog burskog pučanstva pretvorili su ih u mjesta užasa gotovo identična Hitlerovim. U ovu skupinu spadaju jer zatočenici su dovedeni u loše uvjete i svjesno držani u njima, čak i kad je bilo sasvim jasno da ljudi masovno umiru od nehumanih uvjeta. Sljedeći poznati logori smrti bili su u staljinističkom SSSR-u u doba velika čistka. Poznati su Kuropati kraj Minska i Vorkuta, gdje je prvi put u povijesti upotrijebljeno je trovanje plinom radno nesposobnih. Tu je prvi put u povijesti objedinjen radni logor i logor smrti. Nacistička Njemačka poznata je po logorima smrti (Vernichtungslager), usmjerenih na konačno rješenje odnosno istrjebljenje Židova te Roma (također vidi akcija Reinhardt). Najpoznatiji su Treblinka, Sobibór, Belzec, Auschwitz-Birkenau, Maidanek i ini. Metode ubijanja bile su metkom, a poslije u plinskim komorama. Tu su bili i medicinski eksperimenti, glad, iscrpljujući rad. Za logorima smrti posezali su diktatorski i totalitaristički režimi i poslije. Skriveno pretvaranje radnog logora u logor smrti bila je popularnom metodom masovnog istrjebljivanja: zatočenici su radili u nehumanim uvjetima (težak i dugotrajan rad, loša prehrana, nepovoljna klima) zbog čega je bila visoka smrtnost, premda nijedna osoba nije fizički izvršila smaknuće. Vlasti su tako imale robovsku radnu snagu koju su nemilice iskorištavale i istovremeno se rješavalo politički nepodobnih. Smrt zatočenika služila je zastrašivanju ostalih državljana čime su ih držali u pokornosti. Takvi su bili u maoističkoj Kini, Potovoj Kambodži ("poljoprivredni kolektivi", polja smrti) i dr.